# Andrea Rost

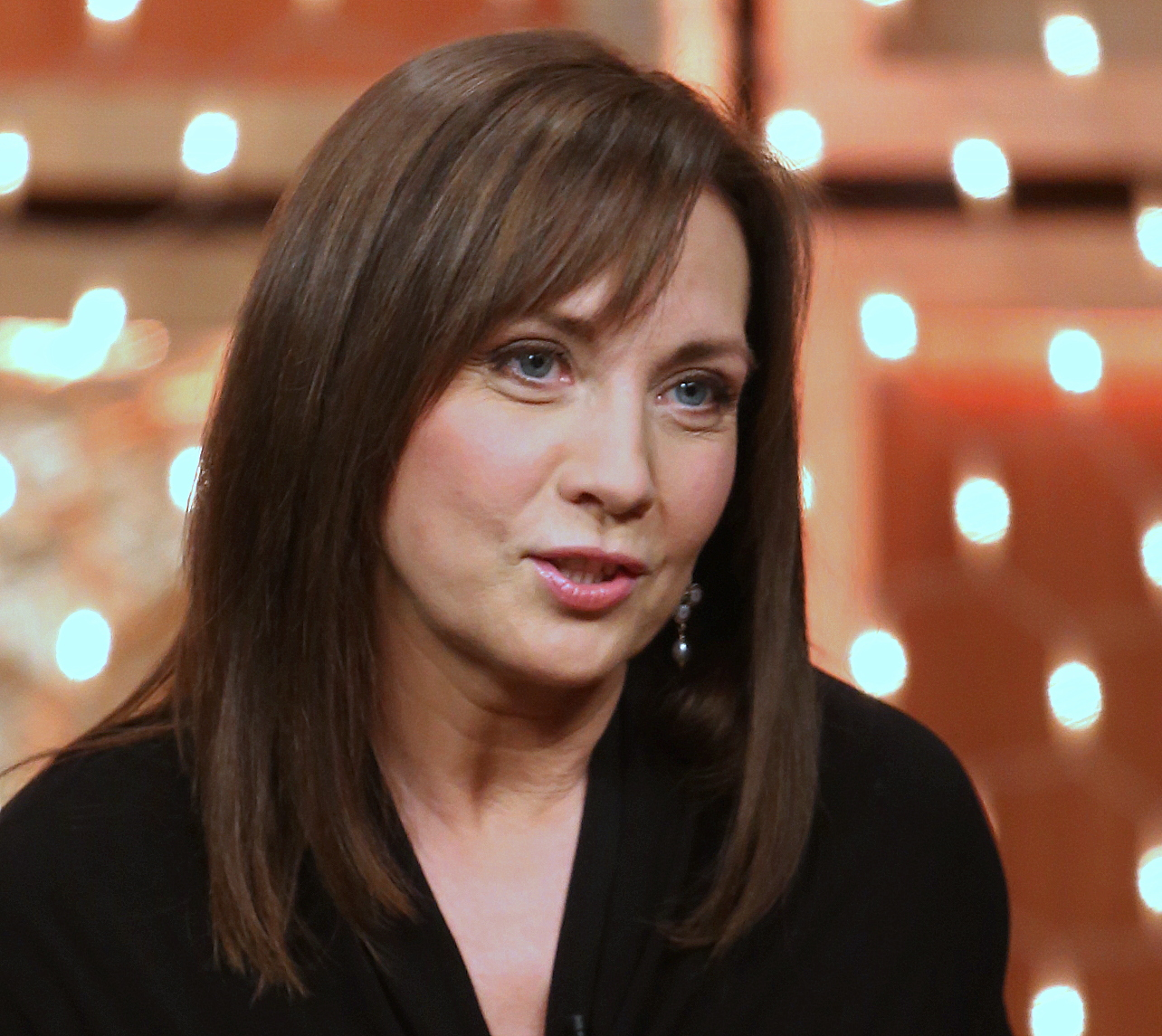
Andrea Rost (2013)

Andrea Rost (* 15. Juni 1962 in Budapest) ist eine ungarische Opernsängerin (Sopran).

## Leben
Andrea Rost studierte Gesang in Budapest an der Franz-Liszt-Musikakademie als Schülerin von Zsolt Bende. Noch als Studentin debütierte sie 1989 an der Ungarischen Staatsoper als Julia in der Oper Roméo et Juliette von Charles François Gounod.
1991 wurde sie Ensemblemitglied der Wiener Staatsoper und trat dort u. a. als Violetta und Zerlina auf. 1992 debütierte sie bei den Salzburger Festspielen in der Oper Z Mrtvého Domu. Im Jahre 1994 hatte sie einen umjubelten Auftritt als Gilda bei der Premiere von Rigoletto in der Mailänder Scala.
Seitdem ist sie regelmäßiger Gast an den großen Opernhäusern der Welt und feiert besonders in ihren Lieblingsrollen als Gilda, Lucia und Violetta Erfolge.
In letzter Zeit widmet sie sich zudem verstärkt dem Liedgut aus ihrer ungarischen Heimat. Gemeinsam mit Izabella Simon, die sie am Klavier begleitet, interpretiert Andrea Rost Lieder bekannter ungarischer Komponisten wie Béla Bartók und Zoltán Kodály.

## Auszeichnungen
- Franz-Liszt-Preis (1997)
- Kossuth-Preis (2004)
- Ehrenbürger von Budapest (2014)

## Diskografie (Auswahl)

### Alben
- 1997: Le delizie dell’amor (Sony Classical)
- 2000: Johann Strauss Gala (Koch Classics)
- 2004: Che cosa è amor – Mozart Arias (Warner Music Austria)
- 2004: Ferenc Erkel: Bánk bán (Warner Music Austria)
- 2004: Lucia di Lammermoor (Sony Classical)
- 2006: Andrea Rost Sings Walter Jurmann (Sony Music Austria)
- 2007: Rigoletto (Sony Classical)
- 2008: Hungarian Songs (Warner Classics)
- 2013: Colours (MTVA, HU: Gold)[1]
- 2013: Operamesék / Opera Tales (Kossuth Kiadó Zrt.)
- 2013: Che cosa è amor – Mozart Arias (Warner Classics, Neuauflage der CD von 2004)
- 2014: A kis hableány (The Little Mermaid) (Kossuth-Mojzer)
- 2016: Brahms: Lieder & Liebeslieder Waltzes (Deutsche Grammophon), u. a. mit Thomas Quasthoff
- 2017: Zoltán Kodály: The Spinning Room (Ungarische Staatsoper)

### Videoalben
- 2000: Johann Strauss Gala (Mitschnitt eines Open-Air-Konzerts auf dem Heldenplatz in Wien, u. a. mit Wiener Philharmoniker, Zubin Mehta, José Carreras)
- 2006: Claudio Abbado – A Verdi Gala in Berlin (Mitschnitt des Silversterkonzerts der Berliner Philharmoniker aus dem Jahre 2000, u. a. mit Berliner Philharmoniker, Claudio Abbado, Ramon Vargas)